# Piacenza Football Club 1987-1988
Questa voce raccoglie le informazioni riguardanti il Piacenza Football Club nelle competizioni ufficiali della stagione 1987-1988.

## Stagione

Il capitano piacentino Armando Madonna in azione nel corso del campionato di Serie B 1987-1988

Nella stagione 1987-1988 il Piacenza ritornato in Serie B dopo 11 anni di assenza, riconferma il tecnico Battista Rota (alla sua quinta stagione sulla panchina emiliana) e gran parte della rosa che aveva ottenuto la promozione, a cui si aggiungono alcuni innesti dalla Serie C e, da dicembre, l'ex Campione del Mondo Claudio Gentile. Con l'obiettivo di mantenere la categoria.
In avvio di campionato il Piacenza si attesta nelle prime posizioni, raggiungendo la testa della classifica all'11ª giornata, dopo la vittoria interna (3-1) sul Lecce. La sconfitta interna (1-3) con l'Atalanta interrompe una imbattibilità del Galleana che durava da oltre due anni. Segue un lungo periodo di flessione che riporta i biancorossi nella lotta per la salvezza, obiettivo raggiunto il 5 maggio 1988 con la vittoria (2-0) sul Messina. Chiude il torneo cadetto con 33 punti in tredicesima posizione, e per la prima volta il Piacenza rimane nella serie cadetta per più di una stagione. A fine campionato Titta Rota lascia la panchina ad Enrico Catuzzi, chiudendo un ciclo durato cinque anni intensi, carichi di successi e anche di qualche contestazione.
Nella Coppa Italia il Piacenza disputa prima del campionato il quarto girone di qualificazione, che promuove l'Avellino e l'Empoli agli ottavi di finale. Il Piacenza ottiene con 8 punti il terzo posto. In questi gironi di qualificazione, per questa stagione, la vittoria vale 3 punti, il pareggio porta ai calci di rigore, che assegnano 2 punti al vincitore, ed 1 punto a chi li perde. Il Piacenza esperimenta questo nuovo regolamento nell'ultimo incontro del girone, a Cremona pareggiando (2-2) la partita, e poi vincendo (5-6) ai calci di rigore.

## Divise e sponsor
Lo sponsor tecnico per la stagione 1987-1988 fu NR, mentre lo sponsor ufficiale Cassa di Risparmio di Piacenza.
| Casa | Trasferta |

## Organigramma societario
Area direttiva
- Presidente: Leonardo Garilli
- General manager: Mario Quartini
- Segretario: Giovanni Rubini

Area tecnica
- Consulente di mercato: Giuseppe Brolis
- Allenatore: Battista Rota
- Allenatori in 2ª: Paolino Pulici e Sergio Montanari
- Preparatore atletico: Gianfranco Baggi

Area sanitaria
- Medico sociale: Augusto Terzi
- Massaggiatore: Vincenzo Franchi

## Rosa[4]
Sono in corsivo i giocatori che hanno lasciato la società durante la stagione.
| N. |                   | Ruolo | Calciatore              |
| -- | ----------------- | ----- | ----------------------- |
|    | Italia (bandiera) | P     | Paolo Bordoni           |
|    | Italia (bandiera) | P     | Fabrizio Grilli         |
|    | Italia (bandiera) | D     | Giuseppe Casabianca     |
|    | Italia (bandiera) | D     | Giovanni Colasante      |
|    | Italia (bandiera) | D     | Enzo Concina            |
|    | Italia (bandiera) | D     | Claudio Gentile         |
|    | Italia (bandiera) | D     | Luca Marcato            |
|    | Italia (bandiera) | D     | Massimiliano Nardecchia |
|    | Italia (bandiera) | D     | Paolo Tomasoni          |
|    | Italia (bandiera) | C     | Diego Bortoluzzi        |
|    | Italia (bandiera) | C     | Andrea Bottazzi         |
|    | Italia (bandiera) | C     | Ivano Comba             |

| N. |                   | Ruolo | Calciatore                 |
| -- | ----------------- | ----- | -------------------------- |
|    | Italia (bandiera) | C     | Giuseppe De Gradi          |
|    | Italia (bandiera) | C     | Alessandro Imberti         |
|    | Italia (bandiera) | C     | Gian Paolo Manighetti      |
|    | Italia (bandiera) | C     | Alessandro Roccatagliata   |
|    | Italia (bandiera) | C     | Giancarlo Snidaro          |
|    | Italia (bandiera) | C     | Antonio Tessariol          |
|    | Italia (bandiera) | C     | Claudio Venturi            |
|    | Italia (bandiera) | A     | Armando Madonna (capitano) |
|    | Italia (bandiera) | A     | Tommaso Maurizi            |
|    | Italia (bandiera) | A     | Gianfranco Serioli         |
|    | Italia (bandiera) | A     | Roberto Simonetta          |

## Calciomercato[4]
| Acquisti | Acquisti           | Acquisti | Acquisti   |
| R.       | Nome               | da       | Modalità   |
| -------- | ------------------ | -------- | ---------- |
| P        | Fabrizio Grilli    | Fano     |            |
| D        | Giovanni Colasante | Ancona   |            |
| D        | Claudio Gentile    |          | svincolato |
| D        | Luca Marcato       | Treviso  |            |
| C        | Diego Bortoluzzi   | Atalanta | prestito   |
| C        | Claudio Venturi    | Trento   |            |

| Cessioni | Cessioni            | Cessioni | Cessioni |
| R.       | Nome                | a        | Modalità |
| -------- | ------------------- | -------- | -------- |
| P        | Luca Pellini        | Trento   |          |
| D        | Giuseppe Casabianca | Treviso  | [ 5 ]    |
| D        | Stefano Fontana     | Ancona   |          |
| A        | Michele Bertoldo    | Treviso  | prestito |
| A        | Giuseppe Signori    | Trento   | prestito |

## Risultati

### Serie B

#### Girone di andata
| Arbitro: | Calabretta (Catanzaro) |

|                    |           |  |
| Lancini 41’ (aut.) | Marcatori |  |

| Arbitro: | Guidi (Bologna) |

|            |           |                          |
| Brondi 27’ | Marcatori | 4’ Simonetta 50’ Madonna |

| Arbitro: | Bailo (Novi Ligure) |

|             |           |          |
| Serioli 90’ | Marcatori | 5’ Rocca |

| Cremona 4 ottobre 1987 4ª giornata | Cremonese         | 0 – 0 | Piacenza | Stadio Giovanni Zini\| Arbitro: \| Frigerio (Milano) \| |
| Arbitro:                           | Frigerio (Milano) |       |          |                                                         |

| Arbitro: | Dal Forno (Ivrea) |

|                           |           |             |
| Tomasoni 31’ De Gradi 76’ | Marcatori | 40’ Biagini |

| Arbitro: | Magni (Bergamo) |

|                   |           |  |
| Vagheggi 10’, 69’ | Marcatori |  |

| Piacenza 25 ottobre 1987 7ª giornata | Piacenza       | 0 – 0 | Lazio | Stadio Galleana\| Arbitro: \| Luci (Firenze) \| |
| Arbitro:                             | Luci (Firenze) |       |       |                                                 |

| Arbitro: | D'Elia (Salerno) |

|                                 |           |  |
| Zannoni 19’, 28’ F. Turrini 43’ | Marcatori |  |

| Arbitro: | Novi (Pisa) |

|                          |           |                     |
| Tomasoni 3’ Simonetta 9’ | Marcatori | 54’ (rig.) Simonini |

| Arbitro: | Nicchi (Arezzo) |

|  |           |             |
|  | Marcatori | 20’ Madonna |

| Arbitro: | Lo Bello (Siracusa) |

|                                              |           |              |
| Tessariol 10’ Madonna 26’ (rig.) Venturi 45’ | Marcatori | 19’ Vincenzi |

| Arbitro: | Lanese (Messina) |

|                                     |           |             |
| Nappi 11’, 89’ Tovalieri 67’ (rig.) | Marcatori | 19’ Madonna |

| Arbitro: | Paparesta (Bari) |

|             |           |                     |
| Serioli 70’ | Marcatori | 2’, 4’, 26’ Garlini |

| San Benedetto del Tronto 13 dicembre 1987 14ª giornata | Sambenedettese | 0 – 0 | Piacenza | Stadio Riviera delle Palme\| Arbitro: \| Novi (Pisa) \| |
| Arbitro:                                               | Novi (Pisa)    |       |          |                                                         |

| Arbitro: | Felicani (Bologna) |

|                                         |           |  |
| P. Mariani 32’ Iorio 34’ Occhipinti 50’ | Marcatori |  |

| Piacenza 3 gennaio 1988 16ª giornata | Piacenza          | 0 – 0 | Bologna | Stadio Galleana\| Arbitro: \| Bergamo (Livorno) \| |
| Arbitro:                             | Bergamo (Livorno) |       |         |                                                    |

| Messina 10 gennaio 1988 17ª giornata | Messina         | 0 – 0 | Piacenza | Stadio Giovanni Celeste\| Arbitro: \| Pucci (Firenze) \| |
| Arbitro:                             | Pucci (Firenze) |       |          |                                                          |

| Piacenza 17 gennaio 1988 18ª giornata | Piacenza               | 0 – 0 | Genoa | Stadio Galleana\| Arbitro: \| Calabretta (Catanzaro) \| |
| Arbitro:                              | Calabretta (Catanzaro) |       |       |                                                         |

| Catanzaro 24 gennaio 1988 19ª giornata | Catanzaro                  | 0 – 0 | Piacenza | Stadio Militare\| Arbitro: \| Esposito (Torre del Greco) \| |
| Arbitro:                               | Esposito (Torre del Greco) |       |          |                                                             |

#### Girone di ritorno
| Arbitro: | Gava (Conegliano) |

|                                |           |  |
| Solfrini 32’ Cipriani 62’, 72’ | Marcatori |  |

| Arbitro: | D'Elia (Salerno) |

|             |           |  |
| Madonna 13’ | Marcatori |  |

| Taranto 21 febbraio 1988 22ª giornata | Taranto            | 0 – 0 | Piacenza | Stadio Erasmo Iacovone\| Arbitro: \| Acri (Novi Ligure) \| |
| Arbitro:                              | Acri (Novi Ligure) |       |          |                                                            |

| Arbitro: | Di Cola (Avezzano) |

|  |           |                      |
|  | Marcatori | 53’ (rig.) Nicoletti |

| Arbitro: | Nicchi (Arezzo) |

|  |           |                    |
|  | Marcatori | 41’ (rig.) Madonna |

| Arbitro: | Bailo (Novi Ligure) |

|              |           |                    |
| Tomasoni 74’ | Marcatori | 50’ (rig.) Dossena |

| Arbitro: | Esposito (Torre del Greco) |

|                                                   |           |                                      |
| Savino 19’, 32’ Monelli 39’ Gregucci 82’ Muro 86’ | Marcatori | 29’ (aut.) R. Marino 59’ (aut.) Caso |

| Piacenza 2 aprile 1988 27ª giornata | Piacenza                      | 0 – 0 | Parma | Stadio Galleana\| Arbitro: \| Quartuccio (Torre Annunziata) \| |
| Arbitro:                            | Quartuccio (Torre Annunziata) |       |       |                                                                |

| Padova 10 aprile 1988 28ª giornata | Padova              | 0 – 0 | Piacenza | Stadio Silvio Appiani\| Arbitro: \| Bailo (Novi Ligure) \| |
| Arbitro:                           | Bailo (Novi Ligure) |       |          |                                                            |

| Arbitro: | Dal Forno (Ivrea) |

|              |           |                        |
| Tomasoni 80’ | Marcatori | 71’ Rabitti 81’ Frutti |

| Arbitro: | Pucci (Firenze) |

|                        |           |  |
| Raise 12’ Vincenzi 56’ | Marcatori |  |

| Arbitro: | Guidi (Bologna) |

|             |           |              |
| Madonna 31’ | Marcatori | 52’ Ugolotti |

| Arbitro: | Acri (Novi Ligure) |

|                           |           |               |
| Garlini 12’ Fortunato 61’ | Marcatori | 63’ Simonetta |

| Piacenza 15 maggio 1988 33ª giornata | Piacenza          | 0 – 0 | Sambenedettese | Stadio Galleana\| Arbitro: \| Dal Forno (Ivrea) \| |
| Arbitro:                             | Dal Forno (Ivrea) |       |                |                                                    |

| Arbitro: | Bruni (Arezzo) |

|  |           |           |
|  | Marcatori | 62’ Iorio |

| Arbitro: | Beschin (Legnago) |

|               |           |             |
| Marronaro 85’ | Marcatori | 65’ Serioli |

| Arbitro: | Guidi (Bologna) |

|                  |           |  |
| Madonna 17’, 87’ | Marcatori |  |

| Arbitro: | Magni (Bergamo) |

|                          |           |              |
| Marulla 5’ Gentilini 81’ | Marcatori | 79’ Tomasoni |

| Arbitro: | Casarin (Milano) |

|  |           |                         |
|  | Marcatori | 32’ (rig.), 40’ Palanca |

### =Primo turno
| Arbitro: | Longhi (Roma) |

|                                   |           |                             |
| Cotroneo 12’ (aut.) Simonetta 85’ | Marcatori | 37’, 72’ Ekström 60’ Urbano |

| Arbitro: | Nicchi (Arezzo) |

|                  |           |  |
| Anastopoulos 14’ | Marcatori |  |

| Arbitro: | Beschin (Legnago) |

|                    |           |                |
| Simonetta 41’, 69’ | Marcatori | 91’ Di Antonio |

| Arbitro: | Bailo (Novi Ligure) |

|                              |           |             |
| Tessariol 28’ Bortoluzzi 34’ | Marcatori | 56’ Bramini |

| Arbitro: | Pairetto (Torino) |

|                                          |                      |                                                 |
| Pelosi 14’ Lombardo 79’                  | Marcatori            | 7’ Bortoluzzi 72’ Roccatagliata                 |
| Rizzardi Chiorri Pelosi Citterio Bencina | Tiri di rigore 5 – 6 | Madonna Roccatagliata Tomasoni Marcato De Gradi |

## Statistiche

### Statistiche di squadra[7]
| Competizione | Punti | Totale | Totale | Totale | Totale | Totale | Totale | DR  |
| Competizione | Punti | G      | V      | N      | P      | Gf     | Gs     | DR  |
| ------------ | ----- | ------ | ------ | ------ | ------ | ------ | ------ | --- |
| Serie B      | 33    | 38     | 9      | 15     | 14     | 26     | 42     | -16 |
| Coppa Italia | -     | 5      | 2      | 1      | 2      | 8      | 8      | 0   |
| Totale       |       | 43     | 11     | 16     | 16     | 34     | 50     | -16 |

### Statistiche dei giocatori[4]
| Giocatore        | Serie B  | Serie B | Coppa Italia | Coppa Italia | Totale   | Totale |
| Giocatore        | Presenze | Reti    | Presenze     | Reti         | Presenze | Reti   |
| ---------------- | -------- | ------- | ------------ | ------------ | -------- | ------ |
| P. Bordoni       | 27       | -32     | 4            | -7           | 31       | -39    |
| D. Bortoluzzi    | 27       | 0       | 4            | 2            | 31       | 2      |
| A. Bottazzi      | 1        | 0       | 0            | 0            | 1        | 0      |
| G. Casabianca    | 0        | 0       | 0            | 0            | 0        | 0      |
| G. Colasante     | 26       | 0       | 4            | 0            | 30       | 0      |
| I. Comba         | 31       | 0       | 4            | 0            | 35       | 0      |
| E. Concina       | 15       | 0       | 4            | 0            | 19       | 0      |
| G. De Gradi      | 23       | 1       | 4            | 0            | 27       | 1      |
| C. Gentile       | 20       | 0       | -            | -            | 20       | 0      |
| F. Grilli        | 11       | -10     | 1            | -1           | 12       | -11    |
| A. Imberti       | 10       | 0       | 4            | 0            | 14       | 0      |
| A. Madonna       | 38       | 9       | 4            | 0            | 42       | 9      |
| G. Manighetti    | 16       | 0       | 0            | 0            | 16       | 0      |
| L. Marcato       | 24       | 0       | 4            | 0            | 28       | 0      |
| T. Maurizi       | 0        | 0       | 1            | 0            | 1        | 0      |
| M. Nardecchia    | 16       | 0       | 4            | 0            | 20       | 0      |
| A. Roccatagliata | 36       | 0       | 4            | 1            | 40       | 1      |
| G. Serioli       | 34       | 3       | 5            | 0            | 39       | 3      |
| R. Simonetta     | 30       | 3       | 5            | 3            | 35       | 6      |
| G. Snidaro       | 25       | 0       | 5            | 0            | 30       | 0      |
| A. Tessariol     | 25       | 1       | 2            | 1            | 27       | 2      |
| P. Tomasoni      | 23       | 5       | 2            | 0            | 25       | 5      |
| C. Venturi       | 30       | 1       | 4            | 0            | 34       | 1      |